# Florian Mayer
Florian Mayer (ur. 5 października 1983 w Bayreuth) – niemiecki tenisista, reprezentant w Pucharze Davisa, zdobywca Drużynowego Pucharu Świata 2011, olimpijczyk z Aten (2004).

## Kariera tenisowa
Zawodowym tenisistą Mayer był w latach 2001–2018. W sierpniu 2008 roku Mayer ogłosił zakończenie kariery, z powodu kontuzji palca, ale w 2009 roku powrócił do profesjonalnego tenisa.
W grze pojedynczej ma w swoim dorobku zwycięstwa w turniejach z serii ATP Challenger Tour. W rozgrywkach rangi ATP World Tour Niemiec odniósł dwa triumfy, we wrześniu 2011 roku w zawodach w Bukareszcie, w którym pokonał 6:3, 6:1 Pablo Andújara i w czerwcu 2016 roku w Halle, wygrywając z Alexandrem Zverevem. Ponadto Mayer pięciokrotnie przegrał finały rozgrywek ATP World Tour.
W grze podwójnej Mayer jest finalistą turnieju ATP World Tour w Monachium z 2005 roku. Wspólnie z Alexanderem Waske przegrali jednak w finale z parą Mario Ančić–Julian Knowle.
W 2004 zagrał na igrzyskach olimpijskich w Atenach, z których odpadł w pierwszej rundzie turnieju singlowego.
Debiut Mayera w rozgrywkach Pucharu Davisa miał miejsce we wrześniu 2004 roku ze Słowacją. Swoje oba pojedynki singlowe przegrał z Dominikiem Hrbatým oraz Karolem Kučerą. Niemiec rozegrał dla zespołu dziewiętnaście meczów singlowych z których dziesięć wygrał. W maju 2011 roku Mayer zdobył wraz z reprezentacją Niemiec Drużynowy Puchar Świata. W finale Niemcy pokonali 2:1 Argentynę, a Mayer zdobył punkt dla drużyny pokonując Juana Mónaco.
Najwyżej sklasyfikowany w rankingu singlistów był na 18. miejscu na początku czerwca 2011 roku, z kolei w zestawieniu deblistów w czerwcu 2012 roku zajmował 47. pozycję.

### Finały w turniejach ATP World Tour
| Legenda                                      |
| -------------------------------------------- |
| Wielki Szlem                                 |
| Igrzyska olimpijskie                         |
| Tennis Masters Cup / ATP Finals              |
| ATP Masters Series / ATP Tour Masters 1000   |
| ATP International Series Gold / ATP Tour 500 |
| ATP International Series / ATP Tour 250      |

#### Gra pojedyncza (2–5)
| Końcowy wynik | Nr | Data                 | Turniej   | Nawierzchnia  | Przeciwnik         | Wynik finału     |
| ------------- | -- | -------------------- | --------- | ------------- | ------------------ | ---------------- |
| Finalista     | 1. | 7 sierpnia 2005      | Sopot     | Ceglana       | Gaël Monfils       | 6:7(6), 6:4, 5:7 |
| Finalista     | 2. | 6 sierpnia 2006      | Sopot     | Ceglana       | Nikołaj Dawydienko | 6:7(6), 7:5, 4:6 |
| Finalista     | 3. | 24 października 2010 | Sztokholm | Twarda (hala) | Roger Federer      | 4:6, 3:6         |
| Finalista     | 4. | 1 maja 2011          | Monachium | Ceglana       | Nikołaj Dawydienko | 3:6, 6:3, 1:6    |
| Zwycięzca     | 1. | 25 września 2011     | Bukareszt | Ceglana       | Pablo Andújar      | 6:3, 6:1         |
| Zwycięzca     | 2. | 19 czerwca 2016      | Halle     | Trawiasta     | Alexander Zverev   | 6:2, 5:7, 6:3    |
| Finalista     | 5. | 30 lipca 2017        | Hamburg   | Ceglana       | Leonardo Mayer     | 4:6, 6:4, 3:6    |

#### Gra podwójna (0–1)
| Końcowy wynik | Nr | Data        | Turniej   | Nawierzchnia | Partner         | Przeciwnicy               | Wynik finału  |
| ------------- | -- | ----------- | --------- | ------------ | --------------- | ------------------------- | ------------- |
| Finalista     | 1. | 1 maja 2005 | Monachium | Ceglana      | Alexander Waske | Mario Ančić Julian Knowle | 3:6, 6:1, 3:6 |